# Little Nikita
Pour plus de détails, voir Fiche technique et Distribution.
Little Nikita est un film américain de Richard Benjamin, sorti en mars 1988 aux États-Unis. 

## Synopsis
Jeff Grant est américain et fier de l'être. Lorsque Roy Parmenter, un agent du FBI, lui apprend que ses parents, Richard et Elizabeth, sont des agents secrets à la solde des Soviétiques, Jeff est bouleversé. Le monde rassurant dans lequel il vivait semble s'effondrer sous ses pieds. Déchiré entre son attachement pour ses parents et ses sincères convictions patriotiques, l'adolescent hésite à apporter à Roy, représentant officiel de son pays, l'aide que celui-ci lui demande. Quand Elizabeth et Richard reçoivent un ordre de mission qui les tire de leur retraite, Jeff ne sait tout d'abord pas comment réagir, puis il appelle à la rescousse l'agent du FBI, devenu son ami...

## Fiche technique
- Titre original et français : Little Nikita
- Réalisation : Richard Benjamin
- Production : Harry Gittes (en) et Arthur D. Levinson
- Scénario : Bo Goldman et John Hill (en)
- Musique : Marvin Hamlisch
- Société de production : Columbia Pictures
- Société de distribution : Columbia Pictures
- Pays d'origine :  États-Unis
- Langue originale : anglais
- Genre : policier
- Durée : 98 minutes
- Date de sortie : 
  - États-Unis : 18 mars 1988

## Distribution
- River Phoenix : Jeff Grant / Nikita
- Sidney Poitier : Roy Parmenter
- Richard Jenkins : Richard Grant / Mikhail
- Caroline Kava : Elizabeth Grant / Elisabeth
- Richard Bradford : Konstantin Karpov
- Richard Lynch : Scuba
- Loretta Devine : Verna McLaughlin
- Lucy Deakins : Barbara Kerry
- Jerry Hardin : Brewer